# Скорняково
Скорняко́во (рос. Скорняково) — присілок у складі Великоустюзького району Вологодської області, Росія. Входить до складу Красавинського сільського поселення.

## Населення
Населення — 47 осіб (2010; 52 у 2002).
Національний склад (станом на 2002 рік):
- росіяни — 98 %

## Персоналії
У присілку народився Герой Росії Сергій Премінін — матрос-підводник, який 1986 року ціною свого життя врятував екіпаж підводного крейсера К-219. Подвиг військового відобразили у американському фільмі «Ворожі води» (1996).